# 1331

## Události
- 8. září – Štěpán Dušan se prohlásil za srbského krále
- 24. září – Eduard Balliol byl uveden na trůn jako král Skotska
- 27. září – Bitva u Płowce: Němečtí rytíři a Poláci svedli nerozhodnou bitvu.
- 22. října – japonský šógunát instaloval Kógona jako prvního císaře Severního dvora
- Ibn Battuta navštívil Kilwu
- V Japonsku začala válka Genkō
- Osmanští Turci dobyli byzantské město Nikaiu

## Narození
- 16. února – Coluccio Salutati, florentský politický vůdce († 1406)
- 30. dubna – Gaston III. z Foix, hrabě z Foix († 1391)
- 4. října – James Butler, 2. earl z Ormonde († 1382)
- ? – Ming Jü-čen, čínský císař říše Sia († 1366)
- ? – Somuncu Baba, učitel islámu († 1412)
- ? – Markéta Sicilská, rýnská falckraběnka z Barcelonské dynastie († 1377)
- ? – Teodor Koriatovič, kníže Podolí († 1414)
- ? – Ivan Alexandr, bulharský car († 17. února 1371)

## Úmrtí
- 14. ledna – Odorik z Pordenone, italský františkánský misionář a cestovatel (* 1276/1281)
- 27. března – Guy z Penthièvre, hrabě z Penthièvre (* cca 1287)
- 19. října – Beatrix Savojská, korutanská vévodkyně (* cca 1310)
- 27. října – Abulfeda, arabský historik a geograf (* 1273)
- 11. listopadu – Štěpán Uroš III. Dečanský, srbský král (* mezi roky 1275 až 1280)
- 30. prosince – Bernard Gui, francouzský dominikánský mnich a inkvizitor (* 1261)
- Jan III. z Dreux, hrabě z Dreux (* 1295)
- Robert z Casselu, pán Marle a Casselu (* cca 1278)

## Hlavy států
- České království – Jan Lucemburský
- Svatá říše římská – Ludvík IV. Bavor
- Papež – Jan XXII.
- Švédské království – Magnus II.
- Norské království – Magnus VII.
- Dánské království – Kryštof II. Dánský
- Anglické království – Eduard III.
- Francouzské království – Filip VI. Valois
- Aragonské království – Alfons IV. Dobrý
- Kastilské království – Alfons XI. Kastilský
- Polské království – Vladislav I. Lokýtek
- Uherské království – Karel I. Robert
- Byzantská říše – Andronikos III. Palaiologos